# مارتن كاماج
مارتن كاماج (بالألبانية: Martin Camaj‏) (1925-1992) كان لغوياً وكتاباً وفلكلوريا من ألبانيا. ويعتبر واحداً من المؤلفين الأساسيين للنثر الألباني الحديث. روايته رارثيه  (دوائر) تعتبر أول رواية نفسية في ألبانيا.

## الحياة الشخصية
ولد مارتن كاماج في منطقة تمال، شكودير، مقاطعة شكودر، شمال غرب ألبانيا في 21 يوليو 1925. درس لأول مرة في الكلية اليسوعية السافيرية لشكودر وبعد ذلك في جامعة بلغراد. عمل كاماج لاحقاً كأستاذ للألبانية في جامعة سابينزا في روما، حيث أجرى أبحاثا عليا وإنتهى من الدراسات في علم اللغة في عام 1960. وفي عام 1957 أصبح رئيس تحرير المجلة الألبانية شيجزات التي نشرت في روما. في عام 1961 استقر في ميونيخ وعمل لأول مرة كمحاضر فيجامعة لودفيغ ماكسيميليان في ميونيخ، توفي كاماج بتاريخ مارس 1992 في لينغريز، بافاريا.

## أعماله
أعمال كاماج تدور حول مواضيع مثل الفقدان والبحث عن التقاليد والشعور بالوحدة الناجمة عن التغيرات المستقبلية.